# Aecidium cordiae
Aecidium cordiae é uma espécie de fungo do gênero Aecidium.   Esta espécie parasita plantas do gênero Cordia L. e ocasionalmente fungos, sendo nativa do Brasil. Suas ocorrências confirmadas incluem o Nordeste (Ceará), Sudeste (Minas Gerais, Rio de Janeiro) e Sul (Santa Catarina). O status de endemismo da espécie é desconhecido.